# Schenking (Nederland)
Een schenking in Nederland is een overeenkomst om niet, die ertoe strekt dat de ene partij, de schenker, ten koste van eigen vermogen de andere partij, de begiftigde, verrijkt. Een schenkingsaanbod geldt als aangenomen wanneer de begiftigde deze na er van kennis te hebben genomen niet direct heeft afgewezen. Om deze reden noemt men een schenking wel een "eenzijdige overeenkomst".
Schenking is geregeld in het Boek 7 van het Nederlandse Burgerlijk Wetboek in titel 3 (de artikelen 175 t/m 188).
De Wet van 18 april 2002, houdende vaststelling van de Invoeringswet Boek 4 en Titel 3 van Boek 7 van het nieuwe Burgerlijk Wetboek, vierde gedeelte (aanpassing van de wetgeving aan het nieuwe erfrecht en schenkingsrecht) bepaalde dat werd ingevoegd titel 7.3, zoals vastgesteld in de Wet van 18 april 2002 tot vaststelling van titel 7.3 (Schenking) van het nieuwe Burgerlijk Wetboek. Voor wat betreft laatstgenoemde wet dateert het wetsvoorstel van 1981 (!)., dat grotendeels ontleend is aan het voorontwerp van Boek 7 van het nieuwe Burgerlijk Wetboek, gepubliceerd in 1972, met name de derde titel daarvan, ontworpen - onder de eindredactie van mr. F. J. de Jong - door mr. K. Wiersma.
De bepalingen van titel 3 zijn van overeenkomstige toepassing op andere giften dan schenkingen, voor zover de strekking van de betrokken bepalingen in verband met de aard van de handeling zich daartegen niet verzet. Als gift wordt aangemerkt iedere handeling die er toe strekt dat degeen die de handeling verricht, een ander ten koste van eigen vermogen verrijkt. Zolang degene tot wiens verrijking de handeling strekt, de prestatie niet heeft ontvangen, noch daarop aanspraak kan maken, worden handelingen als bedoeld in de eerste volzin niet beschouwd als gift.

## Schema
| Rechtsfeitenschema Nederlands privaat- en publiekrecht                                                    | Rechtsfeitenschema Nederlands privaat- en publiekrecht                                                    | Rechtsfeitenschema Nederlands privaat- en publiekrecht                                                      | Rechtsfeitenschema Nederlands privaat- en publiekrecht                                     | Rechtsfeitenschema Nederlands privaat- en publiekrecht                                     | Rechtsfeitenschema Nederlands privaat- en publiekrecht                                     | Rechtsfeitenschema Nederlands privaat- en publiekrecht                                     | Rechtsfeitenschema Nederlands privaat- en publiekrecht                                     | Rechtsfeitenschema Nederlands privaat- en publiekrecht                                     | Rechtsfeitenschema Nederlands privaat- en publiekrecht                                     | Rechtsfeitenschema Nederlands privaat- en publiekrecht                                     | Rechtsfeitenschema Nederlands privaat- en publiekrecht                                               | Rechtsfeitenschema Nederlands privaat- en publiekrecht                                     | Rechtsfeitenschema Nederlands privaat- en publiekrecht                                                                     | Rechtsfeitenschema Nederlands privaat- en publiekrecht                                                   |
| --- | --- | --- | ------------------------------------------------------------------------------------------ | ------------------------------------------------------------------------------------------ | ------------------------------------------------------------------------------------------ | ------------------------------------------------------------------------------------------ | ------------------------------------------------------------------------------------------ | ------------------------------------------------------------------------------------------ | ------------------------------------------------------------------------------------------ | ------------------------------------------------------------------------------------------ | --- | ------------------------------------------------------------------------------------------ | --- | --- |
| Feiten (gebeurtenissen, omstandigheden, handelingen, tijdsverlopen)                                       | | |                                                                                            |                                                                                            |                                                                                            |                                                                                            |                                                                                            |                                                                                            |                                                                                            |                                                                                            | |                                                                                            | | |
| Rechtsfeiten (gebeurtenissen, omstandigheden, handelingen, tijdsverlopen met rechtsgevolg)                | Rechtsfeiten (gebeurtenissen, omstandigheden, handelingen, tijdsverlopen met rechtsgevolg)                | Rechtsfeiten (gebeurtenissen, omstandigheden, handelingen, tijdsverlopen met rechtsgevolg)                  | Rechtsfeiten (gebeurtenissen, omstandigheden, handelingen, tijdsverlopen met rechtsgevolg) | Rechtsfeiten (gebeurtenissen, omstandigheden, handelingen, tijdsverlopen met rechtsgevolg) | Rechtsfeiten (gebeurtenissen, omstandigheden, handelingen, tijdsverlopen met rechtsgevolg) | Rechtsfeiten (gebeurtenissen, omstandigheden, handelingen, tijdsverlopen met rechtsgevolg) | Rechtsfeiten (gebeurtenissen, omstandigheden, handelingen, tijdsverlopen met rechtsgevolg) | Rechtsfeiten (gebeurtenissen, omstandigheden, handelingen, tijdsverlopen met rechtsgevolg) | Rechtsfeiten (gebeurtenissen, omstandigheden, handelingen, tijdsverlopen met rechtsgevolg) | Rechtsfeiten (gebeurtenissen, omstandigheden, handelingen, tijdsverlopen met rechtsgevolg) | Rechtsfeiten (gebeurtenissen, omstandigheden, handelingen, tijdsverlopen met rechtsgevolg)           | Rechtsfeiten (gebeurtenissen, omstandigheden, handelingen, tijdsverlopen met rechtsgevolg) | Rechtsfeiten (gebeurtenissen, omstandigheden, handelingen, tijdsverlopen met rechtsgevolg)                                 | Blote feiten (gebeurtenissen, omstandigheden, menselijke handelingen, tijdsverlopen zonder rechtsgevolg) |
| Menselijke handelingen met rechtsgevolg                                                                   | Menselijke handelingen met rechtsgevolg                                                                   | Menselijke handelingen met rechtsgevolg                                                                     | Menselijke handelingen met rechtsgevolg                                                    | Menselijke handelingen met rechtsgevolg                                                    | Menselijke handelingen met rechtsgevolg                                                    | Menselijke handelingen met rechtsgevolg                                                    | Menselijke handelingen met rechtsgevolg                                                    | Menselijke handelingen met rechtsgevolg                                                    | Menselijke handelingen met rechtsgevolg                                                    | Menselijke handelingen met rechtsgevolg                                                    | Menselijke handelingen met rechtsgevolg                                                              | Menselijke handelingen met rechtsgevolg                                                    | Blote rechtsfeiten (feiten met rechtsgevolg, zijnde geen menselijke handelingen) verjaring overlijden geboorte naburigheid | Blote feiten (gebeurtenissen, omstandigheden, menselijke handelingen, tijdsverlopen zonder rechtsgevolg) |
| Rechtshandelingen (menselijke handelingen met beoogd rechtsgevolg)                                        | Rechtshandelingen (menselijke handelingen met beoogd rechtsgevolg)                                        | Rechtshandelingen (menselijke handelingen met beoogd rechtsgevolg)                                          | Rechtshandelingen (menselijke handelingen met beoogd rechtsgevolg)                         | Rechtshandelingen (menselijke handelingen met beoogd rechtsgevolg)                         | Rechtshandelingen (menselijke handelingen met beoogd rechtsgevolg)                         | Rechtshandelingen (menselijke handelingen met beoogd rechtsgevolg)                         | Rechtshandelingen (menselijke handelingen met beoogd rechtsgevolg)                         | Rechtshandelingen (menselijke handelingen met beoogd rechtsgevolg)                         | Rechtshandelingen (menselijke handelingen met beoogd rechtsgevolg)                         | Rechtshandelingen (menselijke handelingen met beoogd rechtsgevolg)                         | Feitelijke handelingen (menselijke handelingen met niet-beoogd rechtsgevolg)                         | Feitelijke handelingen (menselijke handelingen met niet-beoogd rechtsgevolg)               | Blote rechtsfeiten (feiten met rechtsgevolg, zijnde geen menselijke handelingen) verjaring overlijden geboorte naburigheid | Blote feiten (gebeurtenissen, omstandigheden, menselijke handelingen, tijdsverlopen zonder rechtsgevolg) |
| Eenzijdige rechtshandelingen                                                                              | Eenzijdige rechtshandelingen                                                                              | Eenzijdige rechtshandelingen                                                                                | Meerzijdige rechtshandelingen                                                              | Meerzijdige rechtshandelingen                                                              | Meerzijdige rechtshandelingen                                                              | Meerzijdige rechtshandelingen                                                              | Meerzijdige rechtshandelingen                                                              | Meerzijdige rechtshandelingen                                                              | Meerzijdige rechtshandelingen                                                              | Meerzijdige rechtshandelingen                                                              | Onrechtmatige daad veroorzaken ongeluk, gevaarzetting en/of Strafbaar feit moord, doodslag, diefstal | Rechtmatige daad zaakwaarneming, ongerechtvaardigde verrijking, onverschuldigde betaling   | Blote rechtsfeiten (feiten met rechtsgevolg, zijnde geen menselijke handelingen) verjaring overlijden geboorte naburigheid | Blote feiten (gebeurtenissen, omstandigheden, menselijke handelingen, tijdsverlopen zonder rechtsgevolg) |
| Eenzijdige privaatrechtelijke rechtshandeling                                                             | Eenzijdige privaatrechtelijke rechtshandeling                                                             | Eenzijdige publiekrechtelijke rechtshandeling wetgeving besluit met algemene strekking, beschikking, vonnis | Meerzijdige privaatrechtelijke rechtshandeling                                             | Meerzijdige privaatrechtelijke rechtshandeling                                             | Meerzijdige privaatrechtelijke rechtshandeling                                             | Meerzijdige privaatrechtelijke rechtshandeling                                             | Meerzijdige privaatrechtelijke rechtshandeling                                             | Meerzijdige privaatrechtelijke rechtshandeling                                             | Meerzijdige privaatrechtelijke rechtshandeling                                             | Meerzijdige publiekrechtelijke rechtshandeling afspraak tussen overheidsorganen            | Onrechtmatige daad veroorzaken ongeluk, gevaarzetting en/of Strafbaar feit moord, doodslag, diefstal | Rechtmatige daad zaakwaarneming, ongerechtvaardigde verrijking, onverschuldigde betaling   | Blote rechtsfeiten (feiten met rechtsgevolg, zijnde geen menselijke handelingen) verjaring overlijden geboorte naburigheid | Blote feiten (gebeurtenissen, omstandigheden, menselijke handelingen, tijdsverlopen zonder rechtsgevolg) |
| Gerichte eenzijdige privaatrechtelijke rechtshandeling aanbod, aanvaarding, opzegging arbeidsovereenkomst | Ongerichte eenzijdige privaatrechtelijke rechtshandeling wilsbeschikking, verwerping/ aanvaarding erfenis | Eenzijdige publiekrechtelijke rechtshandeling wetgeving besluit met algemene strekking, beschikking, vonnis | Privaatrechtelijke overeenkomsten                                                          | Privaatrechtelijke overeenkomsten                                                          | Privaatrechtelijke overeenkomsten                                                          | Privaatrechtelijke overeenkomsten                                                          | Privaatrechtelijke overeenkomsten                                                          | Privaatrechtelijke overeenkomsten                                                          | Overige privaatrechtelijke meerzijdige rechtshandelingen                                   | Meerzijdige publiekrechtelijke rechtshandeling afspraak tussen overheidsorganen            | Onrechtmatige daad veroorzaken ongeluk, gevaarzetting en/of Strafbaar feit moord, doodslag, diefstal | Rechtmatige daad zaakwaarneming, ongerechtvaardigde verrijking, onverschuldigde betaling   | Blote rechtsfeiten (feiten met rechtsgevolg, zijnde geen menselijke handelingen) verjaring overlijden geboorte naburigheid | Blote feiten (gebeurtenissen, omstandigheden, menselijke handelingen, tijdsverlopen zonder rechtsgevolg) |
| Gerichte eenzijdige privaatrechtelijke rechtshandeling aanbod, aanvaarding, opzegging arbeidsovereenkomst | Ongerichte eenzijdige privaatrechtelijke rechtshandeling wilsbeschikking, verwerping/ aanvaarding erfenis | Eenzijdige publiekrechtelijke rechtshandeling wetgeving besluit met algemene strekking, beschikking, vonnis | Verbintenisscheppende (obligatoire) overeenkomst                                           | Verbintenisscheppende (obligatoire) overeenkomst                                           | Goederenrechtelijke overeenkomst levering, cessie                                          | Bevrijdende (liberatoire) overeenkomst kwijtschelding, afstand                             | Familierechtelijke overeenkomst huwelijksvoorwaarden                                       | Overige overeenkomsten                                                                     | Overige privaatrechtelijke meerzijdige rechtshandelingen                                   | Meerzijdige publiekrechtelijke rechtshandeling afspraak tussen overheidsorganen            | Onrechtmatige daad veroorzaken ongeluk, gevaarzetting en/of Strafbaar feit moord, doodslag, diefstal | Rechtmatige daad zaakwaarneming, ongerechtvaardigde verrijking, onverschuldigde betaling   | Blote rechtsfeiten (feiten met rechtsgevolg, zijnde geen menselijke handelingen) verjaring overlijden geboorte naburigheid | Blote feiten (gebeurtenissen, omstandigheden, menselijke handelingen, tijdsverlopen zonder rechtsgevolg) |
| Gerichte eenzijdige privaatrechtelijke rechtshandeling aanbod, aanvaarding, opzegging arbeidsovereenkomst | Ongerichte eenzijdige privaatrechtelijke rechtshandeling wilsbeschikking, verwerping/ aanvaarding erfenis | Eenzijdige publiekrechtelijke rechtshandeling wetgeving besluit met algemene strekking, beschikking, vonnis | Wederkerige overeenkomst koop, huur                                                        | Eenzijdige overeenkomst schenking, bewaarneming                                            | Goederenrechtelijke overeenkomst levering, cessie                                          | Bevrijdende (liberatoire) overeenkomst kwijtschelding, afstand                             | Familierechtelijke overeenkomst huwelijksvoorwaarden                                       | Overige overeenkomsten                                                                     | Overige privaatrechtelijke meerzijdige rechtshandelingen                                   | Meerzijdige publiekrechtelijke rechtshandeling afspraak tussen overheidsorganen            | Onrechtmatige daad veroorzaken ongeluk, gevaarzetting en/of Strafbaar feit moord, doodslag, diefstal | Rechtmatige daad zaakwaarneming, ongerechtvaardigde verrijking, onverschuldigde betaling   | Blote rechtsfeiten (feiten met rechtsgevolg, zijnde geen menselijke handelingen) verjaring overlijden geboorte naburigheid | Blote feiten (gebeurtenissen, omstandigheden, menselijke handelingen, tijdsverlopen zonder rechtsgevolg) |

## Herroepelijke schenking
Bij een schenking kan overeengekomen worden dat deze herroepelijk is, hetzij in bepaalde in de overeenkomst genoemde gevallen, hetzij zonder meer. Per 1 januari 2003 is de regel vervallen dat slechts onherroepelijke schenkingen mogelijk zijn, welk vervallen tot uitdrukking komt in artikel 177 (artikel 7.3.3 volgens de toenmalige nummering) lid 2. Deze wijziging is overgenomen uit het in 1972 gepubliceerde voorontwerp van Wiersma. Een schenking is ook mogelijk onder een voorwaarde waarvan de vervulling afhangt van de wil van de schenker (een potestatieve voorwaarde). Dit geldt volgens de gegeven toelichting niet alleen voor het in het artikel genoemde geval van een schenking die de strekking heeft dat zij pas na het overlijden van de schenker zal worden uitgevoerd. Er wordt echter ook wel gesteld dat als de schenker een algemene bepaling opneemt dat hij de schenking altijd en zonder opgave van redenen mag terugdraaien, dit juridisch geen schenking is, althans, dat dit fiscaal niet wordt geaccepteerd.
Herroepen betekent niet volledig terugdraaien, want herroeping houdt niet in dat de begiftigde de in de tussentijd ontvangen opbrengsten van het geschonkene aan de gever moet afdragen.

## Schenking op papier
Een schenking op papier houdt in dat de gever iets schenkt zonder het daadwerkelijk te geven, waardoor de gever een schuld krijgt aan de begiftigde. Onder voorwaarden, waaronder een notariële akte, wordt zo'n schenking fiscaal erkend, wat gunstig kan zijn. De gever betaalt dan periodiek rente aan de begiftigde. 
Als de schuld pas opeisbaar is bij overlijden van de gever geeft de schenking geen andere beperking van de bestedingsmogelijkheden van de gever dan dat hij de rente moet betalen. Hij is vrij om het geld dat hem ter beschikking staat zelf op te maken. Dit resulteert dan bij zijn overlijden in een negatieve nalatenschap die de erfgenamen kunnen verwerpen. De begunstigde van de schenking krijgt zijn geld dan niet of slechts gedeeltelijk. Als de begunstigde ook de enige erfgenaam is vallen bij aanvaarding de vordering en de schuld tegen elkaar weg. Als deze begunstigde en enig erfgenaam de erfenis verwerpt, kunnen er alsnog andere erfgenamen opkomen (zie de groepen erfgenamen bij versterf). Voor zover deze aanvaarden krijgen ze een schuld aan de begunstigde van de schenking op papier.

## Herroepelijke schenking op papier
Ook de combinatie van het bovenstaande, een herroepelijke schenking op papier, is mogelijk. Het daadwerkelijk terugontvangen van het geschonkene is dan bij herroeping niet aan de orde, dus het effectueren van de herroeping is ook zonder de medewerking van de begiftigde gemakkelijk, en de begiftigde kan het geschonkene ook niet opgemaakt hebben.
Herroepen betekent niet volledig terugdraaien, want herroeping houdt niet in dat de begiftigde de eventueel in de tussentijd van de gever ontvangen rente moet terugbetalen.

## Fiscale aspecten
Over een schenking is de begiftigde in principe schenkbelasting verschuldigd.
Een schenking verlaagt het box 3-vermogen van de schenker en verhoogt dat van de begiftigde. De schenking is wat dit betreft fiscaal voordelig als de schenker zo belasting bespaart, terwijl de begiftigde onder het heffingvrije vermogen blijft.
Ook voor vermogenstoetsen speelt dit vermogen een rol.
Bij een schenking op papier betaalt de gever periodiek rente aan de begiftigde, wat schenkbelasting kan besparen vergeleken met periodiek schenken (boven de vrijstelling).
Vergeleken met geld nalaten aan de begiftigde kan er belastingvoordeel zijn doordat de schenkbelasting in het begin minder is dan uiteindelijk aan erfbelasting wordt bespaard (door vrijstellingen en progressie). Bij een schenking op papier accepteert de Belastingdienst de schuld als aftrekpost voor de erfbelasting als jaarlijks een rente van 6% is voldaan. Verder geldt als voorwaarde dat het overlijden minstens 180 dagen na de schenking plaatsvindt.
Voor de schenkbelasting maakt in eerste instantie herroepbaarheid niet uit, maar de begiftigde krijgt deze belasting terug bij herroeping van de schenking, onder aftrek van de schenkbelasting die verschuldigd zou zijn geweest als alleen de opbrengsten van het geschonkene zouden zijn geschonken. Bij het herroepen van een schenking van aandelen geldt dit ook als de aandelen inmiddels minder waard zijn geworden; het kan in zo'n geval voordelig zijn de schenking te herroepen en later nog eens te doen. Voor het bepalen van het vermogen van de schenker en de begunstigde is niet altijd duidelijk of en hoe het recht op herroeping moet worden gewaardeerd (bijvoorbeeld voor box 3 en voor vermogenstoetsen); vaak wordt de waarde op nihil gesteld. Met de Geefwet is de negatieve giftenaftrek ingevoerd, onder meer van toepassing in het jaar van herroeping van een gift die oorspronkelijk aftrekbaar was.
Een schenking herroepen kan onder meer van pas komen als de begiftigde in een situatie terechtkomt waarin hij door een vermogenstoets minder nut heeft van het geschonkene. Dit kan gunstiger zijn dan terugschenken: als iemand een schenking doet kan hem een uitkering Wet werk en bijstand geweigerd worden wegens het onvoldoende besef van verantwoordelijkheid betonen bij het voorzien in de kosten van het bestaan; daarnaast krijgt de begiftigde bij herroeping de eventuele schenkbelasting terug, terwijl bij terugschenken nog eens schenkbelasting verschuldigd is.
Als een schenking op papier is herroepen is achteraf gezien tijdelijk vermogen verschoven, en een periodieke betaling gedaan die vrij was van schenkingsrecht.

### Schenkingen aan instellingen en verenigingen
Giften van een particulier aan een instelling of vereniging zijn voor die particulier onder voorwaarden voor de inkomstenbelasting aftrekbaar, zie gift als persoonsgebonden aftrek.
Een sociaal belang behartigende instelling (SBBI) is vrijgesteld van erfbelasting en schenkbelasting.
Een donatie van een bedrijf aan een organisatie kan aftrekbaar zijn, als het bedrijf aannemelijk maken dat de kosten (donatie) gemaakt zijn in het belang van het maken van de belastbare winst. Er is dan geen sprake van vrijgevigheid, het zijn bedrijfskosten. Voorbeeld: een leverancier van sportkleding verstrekt geld of kleding aan een lokale voetbalclub. De last van het aannemelijk maken van het feit dat de kosten gemaakt zijn en van de zakelijkheid (wenselijkheid) ervan ligt bij het bedrijf. De inspecteur heeft slechts marginaal toetsingsrecht.
Zie ook Algemeen nut beogende instelling.

## Bewind
Bij een aanbod tot (al of niet herroepelijke) schenking dat schriftelijk wordt gedaan kan worden bepaald dat het geschonkene onder bewind zal staan.

## Inbreng in nalatenschap
In geval van schenking aan een erfgenaam kan de schenker bij de schenking of bij testament bepalen dat de schenking wordt ingebracht in zijn nalatenschap. Dit houdt in dat de erfgenaam die de schenking heeft ontvangen dienovereenkomstig minder erft.

## Schenking aan echtgenoot
Schenking aan de echtgenoot heeft bij gemeenschap van goederen geen effect.